# 光の中へ
「光の中へ」（ひかりのなかへ）は、JUJUの1枚目のシングル。2004年8月25日発売。発売元はソニー・ミュージックアソシエイテッドレコーズ。

## 収録曲
全作詞・作曲：JUJU、E-3、編曲：DJ HIROnyc
1. 光の中へ (4:56)
2. INFATUATION -stoically wet version- (4:01)
3. LET'S WAIT AWHILE (5:35)
作詞・作曲：Jimmy Jam and Terry Lewis、Janet Jackson、Melanie Andrews
ジャネット・ジャクソンのカバー曲

## 収録アルバム
光の中へ
- 『Open Your Heart 〜素顔のままで〜』（#7、-07mix-）
- 『BEST STORY 〜Life stories〜』（#1、-Life stories Mix-）